# Rondo Russo
Rondo Russo è il secondo album della flautista Berdien Stenberg.

## Il disco
L'album contiene una versione particolare del brano La pulce d'acqua di Angelo Branduardi.

## Tracce
1. The Moldau – 6:18
2. Rondo Russo from flute concert – 4:17
3. Gymnop die No.1 – 4:58
4. Scherzo from A midsummer night – 3:02
5. Tambourin – 3:20
6. Anita's dance from Peer Gynt Suite No.1 op.46 – 3:11
7. Allegro from trumpet concerto – 3:19
8. Morning mood from Peer Gynt Suite No.1 op.46 – 4:23
9. Merry we will be – 3:00